# Flávio Fachel
Flávio Fachel (Porto Alegre, 3 de agosto de 1965) é um jornalista brasileiro. É apresentador e editor-executivo do Bom Dia Rio, telejornal exibido pela TV Globo. É formado em Comunicação Social pela Famecos (Faculdade de Comunicação Social da PUC-RS), turma de 1993.

## Carreira
Iniciou sua carreira como repórter de televisão em 1991, na emissora RBN (Manaus, AM), na época afiliada à Rede Manchete.
Em 1993 foi selecionado para o Projeto Caras Novas da RBS TV, emissora de Porto Alegre, RS, onde trabalhou até 1997 como editor e repórter. Em 1998 foi convidado pela Rede Globo para trabalhar como correspondente na Amazônia. Durante dois anos ficou baseado em Manaus, AM, na TV Amazonas (emissora afiliada da Rede Globo), onde era responsável pela cobertura jornalística de cinco estados: Rondônia, Acre, Amazonas, Roraima e Amapá. Neste período, destacou-se na realização de reportagens sobre denúncias ambientais para o Jornal Nacional, Globo Repórter, Fantástico e outros programas jornalísticos da emissora.
De 2000 a 2010, trabalhou como repórter especial da Rede Globo no Rio de Janeiro, se destacando em reportagens de comportamento, de ciência e tecnologia e de séries especiais, como a que mostrou como são as Igrejas Evangélicas no Brasil e a que descreveu a situação da internet e do uso das novas tecnologias no país. Também atuou nesse período no Globo Repórter, onde participou de diversos documentários, como os que mostraram o trabalho das cooperativas no Brasil, o mapeamento da Amazônia pelos militares e o programa sobre os mistérios do cérebro humano.
Em 2010 foi convidado para trabalhar como correspondente internacional da Rede Globo de Televisão em Nova Iorque durante o período de 2 anos, onde cobriu notícias políticas internacionais, descobertas científicas, assuntos de comportamento e fatos de destaque como a erupção do vulcão Eyjafjallajökull, na Islândia, a destruição de cidades do meio oeste americano por tornados e o assassinato da brasileira Mônica Burgos em Cancun, no México. Durante esse período, também trabalhou no Globo Repórter especial sobre a obesidade nos EUA.
Em 2012 retornou para o Brasil para trabalhar como repórter especial no Rio de Janeiro.
Desde 10 de junho de 2013, é apresentador e editor executivo do telejornal Bom Dia Rio. Ajudou a modificar o perfil do telejornal, tornando-o mais crítico e opinativo, fazendo cobranças fortes ao poder público. Tornou popular um antigo bordão usado em rádios AM: nas passagens de bloco, chama a atenção do telespectador para o relógio, dizendo "Olha a Hora!". Em 2014, também apresentou de forma eventual o Bom Dia Brasil.
Em 19 de janeiro de 2019, passou a fazer parte do rodízio de apresentadores eventuais do Jornal Nacional.

## Prêmios
Jornalista premiado, Flávio Fachel recebeu, entre outros, o 1° Prêmio Interamericano de Jornalismo Ambiental (2000), com a matéria "Seringueiros da Amazônia derrubam a Floresta", e o 1° Prêmio Esso de Telejornalismo (2001), em equipe, com a série "Feira das Drogas".

## Livro
Autor do livro Dicas de #Telejornalismo, lançado de forma independente em agosto de 2011. A obra é uma reunião das dicas divulgadas desde 2009 em seu twitter e é voltada para estudantes de Comunicação e jornalistas que estão iniciando a carreira.